# Valdegeña
Valdegeña är en kommun i Spanien.   Den ligger i provinsen Provincia de Soria och regionen Kastilien och Leon, i den nordöstra delen av landet, 200 km nordost om huvudstaden Madrid. Arean är 13,0 kvadratkilometer.
Terrängen i Valdegeña är platt åt sydost, men åt nordväst är den kuperad.